# East London Challenger 2008
L'East London Challenger 2008 è stato un torneo di tennis facente parte della categoria ATP Challenger Series nell'ambito dell'ATP Challenger Series 2008. Il torneo si è giocato a East London in Sudafrica dall'11 al 17 febbraio 2008 su campi in cemento e aveva un montepremi di $125 000+H.

## Vincitori

### Singolare
Ivan Ljubičić ha battuto in finale  Stefan Koubek con il punteggio di 7–6(2) 6–4

### Doppio
Jonas Björkman /  Kevin Ullyett hanno battuto in finale  Thomas Johansson /  Stefan Koubek con il punteggio di 6–2 6–2